# Onthophagus tabellicornis
Onthophagus tabellicornis är en skalbaggsart som beskrevs av Macleay 1864. Onthophagus tabellicornis ingår i släktet Onthophagus och familjen bladhorningar. Inga underarter finns listade i Catalogue of Life.